# Glacier Balakirev
Le glacier Balakirev est un glacier s'épanchant vers le nord-est dans l'anse Schubert depuis la partie méridionale des monts Walton (en), sur l'île Alexandre-Ier, en Antarctique.
Le glacier est nommé par l'Académie des sciences de Russie en 1987 d'après le compositeur russe Mili Balakirev.